# Museum van de geïntegreerde politie
Museum van de geïntegreerde politie (Frans: Musée de la police intégrée) is een museum in een voormalige kazerne in Etterbeek in het Brussels Hoofdstedelijk Gewest. Het wordt heden ten dage Historisch Kenniscentrum (van de politie) genoemd.

## Collectie en geschiedenis
Het wijdt zich aan de geschiedenis van de Belgische politiediensten sinds 1794 en aan de geschiedenis van de bestrijding van de criminaliteit in België. Dit jaartal markeert het einde van het ancien régime; in die tijd bevond België zich onder Frans bestuur en werd de Gendarmerie ingevoerd. Onder de museumstukken bevinden zich uniformen, wapens, decoraties en voertuigen. Daarnaast wordt een collectie foto's getoond. Aan het museum is ook een onderzoekscentrum verbonden, waar informatie ingewonnen kan worden over de geschiedenis van de verschillende politieonderdelen.
De collectie wordt gevormd door twee delen. De nadruk ligt op de voormalige Rijkswacht, die de meeste museumstukken levert. Het andere deel komt voort uit het didactische Misdaadmuseum dat sinds 1925 was gevestigd in het Justitiepaleis. Deze stukken behoorden in het verleden tot de gerechtelijke politie. De collectie is verder aangevuld met stukken van andere politiediensten, zoals de voormalige gemeentepolitie, de burgerwacht, de militaire politie en buitenlandse politiediensten.

## Ontwikkeling
Uit de collecties ontstond in 2006 het huidige museum. In 2014 kreeg het de structuur van een vereniging zonder winstoogmerk, waarmee het probeert aan te sluiten bij de professionele museums. Rond dezelfde tijd werd ook de opstelling grondig herzien en werden verschillende thematische exposities opgesteld. In 2016 deed het bijvoorbeeld ook mee aan de campagne 100 Masters van de Brusselse Museumraad waarmee de permanente collecties van allerlei Brusselse musea worden gepromoot. Het museum is niettemin alleen te bezoeken op afspraak en ook alleen toegankelijk voor groepen die worden begeleid door een gids. Op aanvraag zijn ook de paardenstallen te bezichtigen. Het adres is: Luchtmachtlaan 33 te 1040 Brussel.